# Yumen
Yumen (xinès simplificat: 玉门; xinès tradicional: 玉門; pinyin: Yùmén, literalment, 'Porta de Jade') és una ciutat de la prefectura de Jiuquan, a l'est de la província de Gansu, República Popular de la Xina, amb una població de 116.194 (2000).
Està situat a la ruta de la Seda i actualment és sobretot coneguda per la seva extracció de petroli.